# Candidiopotamon tokashikense
Candidiopotamon tokashikense is een krabbensoort uit de familie van de Potamidae. De wetenschappelijke naam van de soort is voor het eerst geldig gepubliceerd in 2007 door Naruse, Segawa & Aotsuka.